# Славия (квартал)
Вижте пояснителната страница за други значения на Славия.
Жилищен комплекс „Славия“ се намира в югозападните райони на София. На североизток от него е разположен ж.к. „Лагера“, а на юг – ж.к. „Красно село“.
В източната си част кварталът граничи с бул. „Цар Борис III“, на югозапад – с парк, който достига до бул. „Овча купел“ и стадион „Славия“, а на североизток – с ул. „Житница“.
Това е един от старите квартали на София, за който са характерни ниското тухлено строителство от 60-те години и монолитното строителство от 80-те години. Междублоковото пространство е изключително поддържано, с много зеленина. Всички кооперации в квартала са топлофицирани.
Основната транспортна артерия, която пресича комплекса, е бул. „Цар Борис ІІІ“, по протежението на който са разположени множество жилищни блокове, от които само един е панелен блок.
В квартал Славия, на бул. „Цар Борис III“ № 128 се намира 132 СОУ „Ваня Войнова“, а на ул. „Хайдушка поляна“ има голяма детска градина. На север от комплекса се намират гаражът на градския транспорт „Земляне“, конно-спортната база „Хан Аспарух“ и закритият спортен комплекс „Славия“. В близост до кв. „Славия“ се намират VI РПУ и големият пазар „Красно село“.
На бул. „Цар Борис III“ № 124 до ул. Житница е сградата на община „Красно село“.

## Улици и произход на имената им
| Път                | Наречен на                                  | Местоположение |
| ------------------ | ------------------------------------------- | -------------- |
| „691“              | –                                           | Карта          |
| „Житница“          | ?                                           | Карта          |
| „Коломан“          | Коломан І Асен (1234 – 1246), български цар | Карта          |
| „Овча купел“       | „Овча купел“, квартал на София              | Карта          |
| „Славия“           | „Славия“, местен стадион                    | Карта          |
| „Хайдушка поляна“  | ?                                           | Карта          |
| „Хайдушко изворче“ | ?                                           | Карта          |
| „Цар Борис III“    | Борис III (1894 – 1943), цар на българите   | Карта          |